# Franz Wohlfahrt (Komponist)
Franz Wohlfahrt (* 7. März 1833 in Frauenprießnitz; † 14. Februar 1884 in Leipzig) war ein deutscher Komponist der Romantik und Musiklehrer für Violine und Viola. Er war ein Sohn des Klavierlehrers Heinrich Wohlfahrt. Zu seinen bekanntesten Werken zählt „60 Etüden für Violine, Op. 45“, das heute noch häufig zum Erlernen des Spiels auf Streichinstrumenten eingesetzt wird.